# Kœur-la-Petite
Kœur-la-Petite település Franciaországban, Meuse megyében. Lakosainak száma 254 fő (2022. január 1.). Kœur-la-Petite Baudrémont, Bislée, Courcelles-en-Barrois, Gimécourt, Han-sur-Meuse, Kœur-la-Grande, Rupt-devant-Saint-Mihiel, Sampigny és Villotte-sur-Aire községekkel határos.

## Népesség
A település népességének változása:
| Lakosok száma | 240  | 228  | 282  | 245  | 304  | 301  | 285  | 266  | 261  | 254  |
|               | 1968 | 1982 | 1990 | 2006 | 2013 | 2015 | 2017 | 2019 | 2020 | 2022 |